# World Media Group
Die World Media Group AG war ein internationales Medienunternehmen mit Sitz in Offenbach am Main. Die nicht börsennotierte Aktiengesellschaft war in zwölf deutschen Großstädten und in zehn europäischen Hauptstädten vertreten und vertrieb unter anderem die auflagenstärkste türkische Zeitung, Zaman, in Deutschland.
Sie beschäftigte rund 250 Mitarbeiter in Deutschland, bis sie aufgrund der innertürkischen Konflikte Zaman einstellen und ihre Mitarbeiter entlassen musste. Sie wurde der Gülen-Bewegung zugerechnet.

## Geschichte
Die türkischsprachige Tageszeitung Zaman wurde erstmals im Jahre 1986 in Ankara gedruckt und vertrieben. Zunächst erschien sie in einer Auflage von 15.000 Stück. Zwischenzeitlich betrieb sie verlagseigene Druckereien in Istanbul, Izmir, Adana und anderen Städten und stand mit einer Auflage von zeitweise über 800.000 an der Spitze der Printmedien in der Türkei.
1992 wurde die „Zaman-Verlags- und Handels-GmbH“ als Tochtergesellschaft des türkischen Verlags Feza Gazetecilik A.S. (Print) gegründet. Die Europa-Ausgabe Zaman Avrupa erschien in Deutschland mit einer Abonnenten-Auflage von rund 30.000 Stück. Den ersten Sitz hatte das Unternehmen in Düsseldorf. Es folgten Stationen in Neu-Isenburg und Mörfelden-Walldorf. Da die türkischen Medien ihre Tageszeitungen per Luftfracht nach ganz Europa transportieren, wurde das Rhein-Main-Gebiet aufgrund seiner Nähe zum Flughafen als Europa-Zentrale gewählt.
Das zweite Produkt der Mediengruppe war der türkischsprachige Fernsehsender Samanyolu TV Avrupa. Er sendete eigens für Europa konzipierte Produktionen aus eigenen Fernsehstudios in Deutschland.
2005 zog das Unternehmen in ein repräsentatives Gebäude in Offenbach am Main. 2008 wurde eine hauseigene Druckerei auf dem Gelände gebaut.
Am 1. Juli 2006 wurde die World Media Group AG mit ihren vier Tochtergesellschaften gegründet. Sie erwarb die Zaman Verlags- und Handels-GmbH vom alleinigen Gesellschafter Feza Gazetecilik A.S. in der Türkei und trat diesem gegenüber als Lizenznehmer auf. Gleichzeitig erwarb sie die Lizenzrechte für den Fernsehsender Samanyolu TV Avrupa vom Mutterhaus in der Türkei und führte seitdem den Fernsehbereich als Peyk Media GmbH weiter.
Ebru TV (später bis zur Einstellung des Sendebetriebs QLAR) und Samanyolu TV Avrupa erhielten 2008 deutsche Sendelizenzen von der Hessischen Landesanstalt für privaten Rundfunk und neue Medien. 2010 war Start des deutsch- und englischsprachigen Lifestyle- und Kulturkanals Ebru, der über den Satelliten Eutelsat Hot Bird 13A und seit 1. März 2013 über Astra 1M sendete.
Ende November 2016 wurde die deutschsprachige Ausgabe der Zaman eingestellt, 70 Mitarbeiter wurden entlassen.

## Zentrale
In einem ehemaligen Polaroid-Gebäude in Offenbach waren auf einer Fläche von 18.000 m² Redaktionen und Studios der Unternehmenszentrale untergebracht. Die dort Beschäftigten arbeiteten mit Korrespondenten in ganz Europa zusammen. Die Redakteure produzierten für Fernsehen, Internet und Tageszeitung sowie die medientechnische Umsetzung der Sendungen. Mitte 2013 wurde in Düsseldorf eine Landesredaktion eröffnet. Von hier aus wurde täglich über die Landespolitik NRW berichtet. Auch die Ministerpräsidentin Hannelore Kraft nahm an der Einweihung teil und sprach neben dem türkischen Generalkonsul ein Grußwort.

## Medien
Die World Media Group AG gab die türkischsprachige Tageszeitung Zaman Avrupa (‚Zeit Europa‘) mit rund 30.000 Abonnenten in Deutschland heraus. Von ihren 24 Seiten waren vier für Themen aus Deutschland reserviert. Das Unternehmen betrieb auch Zaman-Online.de.
In den Studios der World Media Group wurden die Sendungen für die privaten Fernsehsender Samanyolu TV Avrupa und QLAR produziert, die europaweit ausgestrahlt wurden.

## World Media Akademie
Die 2012 von der World Media Group gegründete World Media Akademie ist eine Journalisten- und Medienakademie zur Förderung von Nachwuchsjournalisten und Journalismus-interessierten Studenten. Sie organisiert Seminare und Workshops mit Experten der Medienbranche. Das Themenspektrum reicht von Print-, Rundfunk- über Online-Journalismus bis zu Öffentlichkeitsarbeit und Medienrecht. Seit 2013 veranstaltet die Akademie Fortbildungen auch in Berlin und seit 2014 in Düsseldorf.
Bereits seit Februar 2009 läuft die von der World Media Group AG initiierte Gesprächsreihe Main Deutschland, die Persönlichkeiten aus Kultur, Wirtschaft, Politik, Medien und Wissenschaft zu ihren Referenten zählt.

## Geschäftstätigkeit und Besitzverhältnisse
Die Bilanzen der World Media Group AG wurden nach den gesetzlichen Vorgaben im Bundesanzeiger veröffentlicht. Die Bilanzsumme betrug zum 31. Dezember 2012 14.621.467,90 Euro bei 87.805,47 Euro Bilanzgewinn.
Die Besitzverhältnisse der World Media Group AG wurden an die KEK gemeldet. Sie gehörte zu einer Unternehmensgruppe, die von der Bewegung des türkischen Predigers Fethullah Gülen beeinflusst ist. Dazu zählen neben Banken, Bildungsträgern und Universitäten vor allem weitere Medien.